# Marie-Louise Linssen-Vaessen
Marie-Louise Linssen-Vaessen   (Maastricht, 19 de març de 1928 - Horst aan de Maas, 15 de febrer de 1993) fou una nedadora neerlandesa, especialista en estil lliure, que va competir durant les dècades de 1940 i 1950.
El 1948 va prendre part en els Jocs Olímpics d'Estiu de Londres, on va disputar dues proves del programa de natació. En ambdues, els 100 metres lliures i els 4x100 metres lliures, formant equip amb Hannie Termeulen, Margot Marsman i Irma Heijting-Schuhmacher, guanyà la medalla de bronze. Quatre anys més tard, als Jocs de Hèlsinki, formant equip amb Irma Heijting-Schuhmacher, Koosje van Voorn i Hannie Termeulen, guanyà la medalla de plata en els 4x100 metres lliures del programa de natació.
En el seu palmarès també destaquen una medalla d'or i dues de plata al Campionat d'Europa de natació de 1947 i 1950.